# Église de l'Assomption-de-la-Vierge de Soucht
Pour les articles homonymes, voir Église de l'Assomption.
L'église de l'Assomption-de-la-Vierge se situe dans la commune française de Soucht et le département de la Moselle.

## Histoire
L'église paroissiale est dédiée à l'Assomption de la Sainte Vierge. Les villages de Goetzenbruck, Meisenthal et Saint-Louis sont succursales de Soucht jusqu'en 1802, date de leur érection en paroisses de l'archiprêtré de Bitche pour les deux premiers et de son rattachement à la paroisse de Lemberg pour le troisième.

## Édifice
L'église possède un autel en stuc (faux marbre) gris et orangé, un imposant chemin de croix et de très beaux lustres en verre.